# Grupo de clases de ideales
En matemáticas, para un campo K, un grupo de clases de ideales (o grupo de clases) es el grupo de cocientes JK/PK donde JK representa todos los ideales fraccionarios de K y PK representa los ideales principales de K.